# Juan Guglielmetti
Juan Guglielmetti  (Montevideo, 1 de septiembre de 1866 - Florida, 11 de julio de 1943) fue un médico uruguayo, destacado por el servicio brindado a la comunidad.